# David Myatt

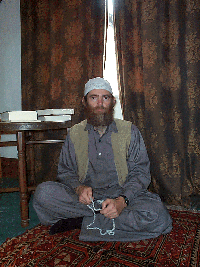
Abdul-Aziz ibn Myatt nach seinem Übertritt zum Islam 1998, mit Salwar Kamiz (Thawb) und Takke (Kufi).

David Myatt (* 1950 oder 1952), auch bekannt als David Wulstan Myatt beziehungsweise David William Myatt, ist ein britischer Ex-Neonazi und Ex-Islamist; während seiner Zeit als Islamist nannte er sich Abdul-Aziz ibn Myatt. Vor seiner Konversion zum Islam im Jahre 1998 war Myatt Anführer des britischen National Socialist Movement (NSM) und galt als ideologischer Kopf hinter Combat 18 (C18). Er gilt als „Beispiel für die Achse zwischen Rechtsextremisten und Islamisten“ und eine der wichtigsten Figuren der britischen Neonazi-Szene seit den 1970er Jahren. Er wird meist mit dem okkultistischen Flügel der Neonazi-Bewegung assoziiert.

## Biografie
Vor Myatts Hinwendung zum Nationalsozialismus war seine Biografie eher unkonventionell: Myatt wuchs als Kind in Ostafrika und dem Fernen Osten auf, nach eigenen Angaben stammen seine ersten Erinnerungen aus der Zeit in Tanganjika.
Auf der Suche nach dem Modell hinter dem scheinbar zufälligen Weltgeschehen verbrachte er längere Zeit im Mittleren Osten und Ostasien und befasste sich mit westlichen Religionen wie Christentum und Islam und östlichen wie Taoismus und Buddhismus; dabei probierte er das Klosterleben in der christlichen wie auch der buddhistischen Form aus. Im Alter von 16 Jahren stieß er auf den Nationalsozialismus, speziell in der Sichtweise Savitri Devis. Myatts Geschichte gilt als typisch für Neonazis der 1960er-Generation.
In den 1970er Jahren war Myatt fester Bestandteil der britischen nationalsozialistischen Szene. Er rechtfertigte den Nationalsozialismus mit dem Bezug auf die Natur, da „der arische Nationalsozialismus im Kern in Harmonie mit der Natur wirkt, um weiteren evolutionären Wandel hervorzubringen“. Er war langjähriges Mitglied der Gruppierungen National Socialist Movement (NSM) und Combat 18 (C18); die britische Zeitung The Observer bezeichnet ihn als „ideologisches Schwergewicht“ letzterer. Sein Pamphlet A Practical Guide to Aryan Revolution (1997) soll den britischen Neonazi David Copeland inspiriert haben, der für drei Bombenanschläge in London im April 1999 verurteilt wurde, unter anderem in der Schwulenkneipe Admiral Duncan in der Old Compton Street, bei dem drei Personen starben und 79 Menschen verletzt wurden.
Myatt soll eng mit dem Order of Nine Angles (ONA), einem neonazistisch orientierten satanistischen Orden, kooperiert haben, und soll mit dessen Gründer oder zeitweiligem Anführer Anton Long sowie Stephen Brown, Algar Langton und Christos Beest personell identisch sein, was er jedoch bestreitet; er selbst gab an, Long sei ein langjähriger Freund. Auch Jeffrey Kaplan hält eine Führung des ONA durch ihn für unwahrscheinlich. Außerdem publizierte Myatt in den 1980er Jahren unter eigenem Namen esoterische Artikel in okkulten Magazinen wie The Lamp of Thoth, während Long bereits Schriften für den ONA publizierte. Wegen seiner angeblichen ONA-Aktivitäten bezeichnete das britische antifaschistische Searchlight Magazine ihn in der Einleitung jedes Berichts als „cat strangler“; er selbst bestritt derartige Behauptungen und forderte jeden, der diese verbreitete, zum Duell heraus; er selbst liebe und respektiere Tiere.
Zu seiner nationalsozialistischer Karriere zählen außerdem Haftstrafen wegen seiner politischen Aktivitäten. Außerdem war er der Anführer der Organisation Reichsfolk und publizierte die Magazine The National Socialist, Das Reich und Future Reich. Seine Essays wurden wiederveröffentlicht und auch über das Internet verbreitet.
1998 konvertierte David Myatt zum Islam und nahm den Namen Abdul-Aziz ibn Myatt an, schrieb aber weiterhin neonazistische Texte, die auf den Seiten von Aryan Nations und White Revolution zu finden sind. Nach einem Exposé des Searchlight Magazine über Reichsfolk und den ONA im Jahre 1999, in dem er als der gefährlichste Nazi in Großbritannien bezeichnet wurde, kündigten er und Beest an, in den Untergrund zu gehen. Als Islamist lobt, verteidigte und rechtfertigte Myatt Osama bin Laden und Selbstmordattentate, die er als „Märtyreroperationen“ bezeichnet, so auch die Terroranschläge am 11. September 2001. Unter dem Titel Are Martyrdom Operations Lawful According to Quran and Sunnah? schrieb er „eine der ausführlichsten Verteidigungen von Märtyreroperationen in englischer Sprache“; die Hamas soll diesen auch zur Rechtfertigung eigener Aktivitäten herangezogen haben. Myatt sieht eine Verbindung zwischen Nationalsozialismus und Islam, speziell in der Judenfeindlichkeit rechtsextremer und islamistischer Gruppen, und versucht diese zu verstärken. Allerdings ist „die Ernsthaftigkeit von Myatts Übertritt zum Islam in Frage gestellt und bezweifelt worden, ob er immer noch Moslem ist“.
Während Myatts Einfluss „ursprünglich weitgehend auf ein britisches Publikum begrenzt“ war, erfuhr er nach seiner Konversion größere Aufmerksamkeit in arabischen Ländern, und seine Schriften, die „einst als zu esoterisch und intellektuell betrachtet wurden“, finden sich inzwischen auf populären neonazistischen Internetseiten wie Stormfront, Aryan Nations und White Revolution. Daran zeigt sich auch ein wachsendes Interesse an einem Bündnis mit Islamisten seitens der neonazistischen Szene (siehe auch Islamfaschismus).
2010 äußerte Myatt seine Ablehnung des Islam, von dem er sich entfernt hatte, und kehrte zu seiner eigenen Anschauung zurück, die er als The Numinous Way und The Philosophy of The Numen bezeichnet.